# ギャップオールスターズ
『ギャップオールスターズ』とは、日本テレビ系列で不定期に放送されている特別番組『ものまねグランプリ』内で結成されたユニットである。初登場は2010年12月21日放送分。

## 名前の由来
メンバーは全員、芸能人のものまねの実力が非常に高いのだが、肝心の見た目がものまねの元となる芸能人とあまりにもかけ離れている、いわゆる"ギャップ"が激しいことに由来する｡

## 特徴
通常の場合、ものまね番組においてものまねを披露する芸人達はご本人さながらの衣装を着用したり、メイクをしたりなどして少しでも本人に近づけようとするところを、彼らは外見に一切の手を加えずにありのままの自分の姿でものまねをする（その点ではフジテレビ系列で放送されている『爆笑そっくりものまね紅白歌合戦スペシャル』の「めざせ!ものまね名人大集合」に似ている）。

## 評価
ものまねの披露の仕方は「最初は全員カーテンの中にいて、それぞれのものまねで歌をある程度歌ったら、カーテンを開け、姿を現す」というものなのだが、この段階で審査員を含めた会場中が爆笑に包まれる。
しかし、ものまね披露後のトークにおいて、審査員のつんく♂から、「彼らは2011年のヒット商品になる。」とお墨付きをもらい、また同じく審査員の益若つばさはギャップオールスターズが歌唱中、若干引き気味ではあるものの「でも上手い･･･」と褒めていた。
また、彼らは1回戦でコロッケに惜しくも敗れたが、審査員から獲得したポイントが敗退者の中で一番高かったため、敗者復活枠で勝ち上がることができた。
また、2011年5月10日放送の『ヒルナンデス!』にゲスト出演した時は、ものまねの実力を高く評価されたが、リーダーの斉藤がしたものまねは微妙な出来であったため、アンジャッシュ渡部から「お前ら、ものまねがダメだったら、いよいよただの気持ちが悪い集団になるんだからガンバレ!!」と言われた。

## メンバー
こまめにメンバーチェンジが行われている。ちなみに太字が2011年5月現在のメンバーである。また、斉藤だけはリーダーであるため、初期から変わっていない。
- 斉藤司（トレンディエンジェル） - 堂本剛・GACKT・hyde（L'Arc〜en〜Ciel）・河村隆一 - リーダー
- バンドー太郎 - 氷室京介・福山雅治・T-BOLAN
- 北条ふとし - 山崎まさよし
- KUMA（ひなたこ） - 平井堅・福山雅治・徳永英明
- よっぴ - 森山良子・米良美一